# Антананариву (провинция)
Провинция Антананариву (на френски: Province de Tananarive) е една от 6-те административни провинции на Република Мадагаскар. Площта на провинцията е 58 283 км², а населението е 4 580 788 души (2001). Столицата ѝ е град Антананариву. Разделена е на 4 региона, всеки от който е допълнително разделен на райони и комуни.
През 2003 г. населението на провинцията е близо 30% от това на страната.
Регионите на провинцията са:
- Аналаманга
- Бонголава
- Итаси
- Вакинанкаратра